# Vrångö
Vrångö ist eine Insel und ein Ort (tätort) in der schwedischen Provinz Västra Götalands län und der historischen Provinz Västergötland. Es handelt sich hierbei um die südlichste, bewohnte und bebaute Insel von Göteborgs südlichem Schärenhof, zu dem unter anderem auch Donsö und Styrsö gehören.
Vrångö hat eine lange Fischereitradition. Zwei Häfen befinden sich dort, einer für Passagierfähren der Schifffahrtsgesellschaft Styrsöbolaget im Auftrag des regionalen Verkehrsverbunds Västtrafik auf der östlichen und seit 2004 ein neuer Yachthafen auf der westlichen Inselseite, dessen Bau mit EU-Mitteln gefördert wurde. Der örtliche Fußballverein Vrångö IF trägt seine Spiele auf der Insel aus.
Der nördliche und der südliche Teil der Insel ist seit 1979 Naturschutzgebiet. Ein Rundwanderweg erschließt das Naturreservat für Touristen. Insbesondere gedeihen hier Ackermennig, Strandaster und Riedgras. Auf meeresüberspültem Wiesenland im Norden (Vidingen) weiden Schafe. Im Osten der Insel versteckt sich ein bronzezeitlicher Grabhügel (Storerös). Mehr als 60 verschiedene Vogelarten brüten hier, zum Beispiel Eiderenten, Turmfalken, Uhus, Sprosser und Feldlerchen. Zwischen April und Juli ist deswegen ein Teil der Insel für Besucher gesperrt. Am südlichen Zipfel der Insel leben Seehunde in freier Natur. Das Naturschutzgebiet wird von einer Stiftung, der Västkuststiftelsen, betreut.

## Bildergalerie

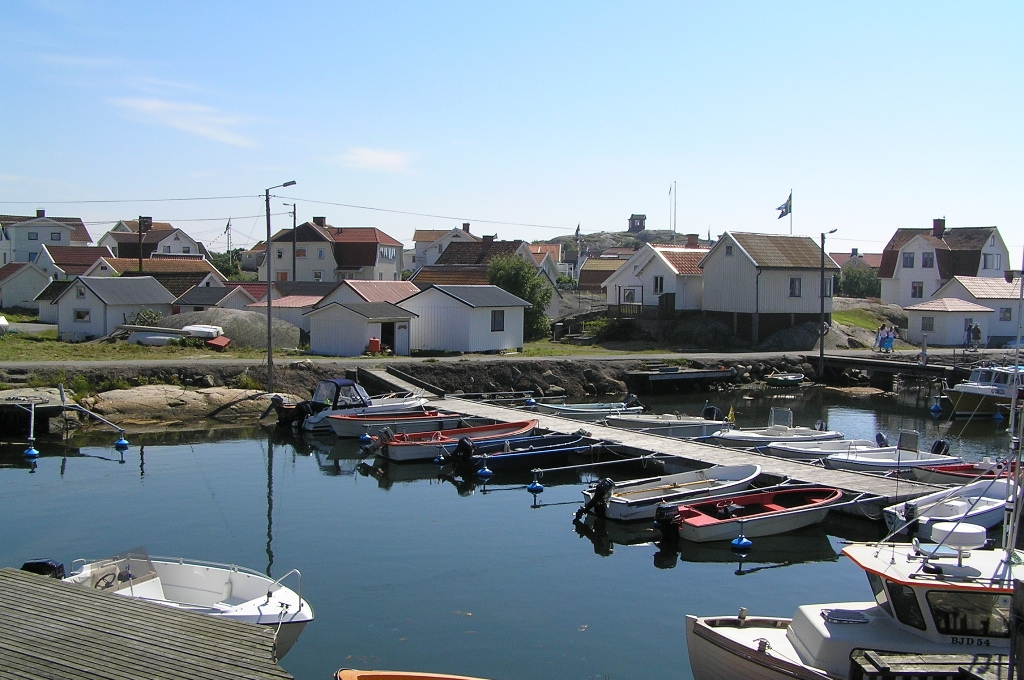
Blick auf den alten Fischerhafen von Vrångö, Gamla Stan
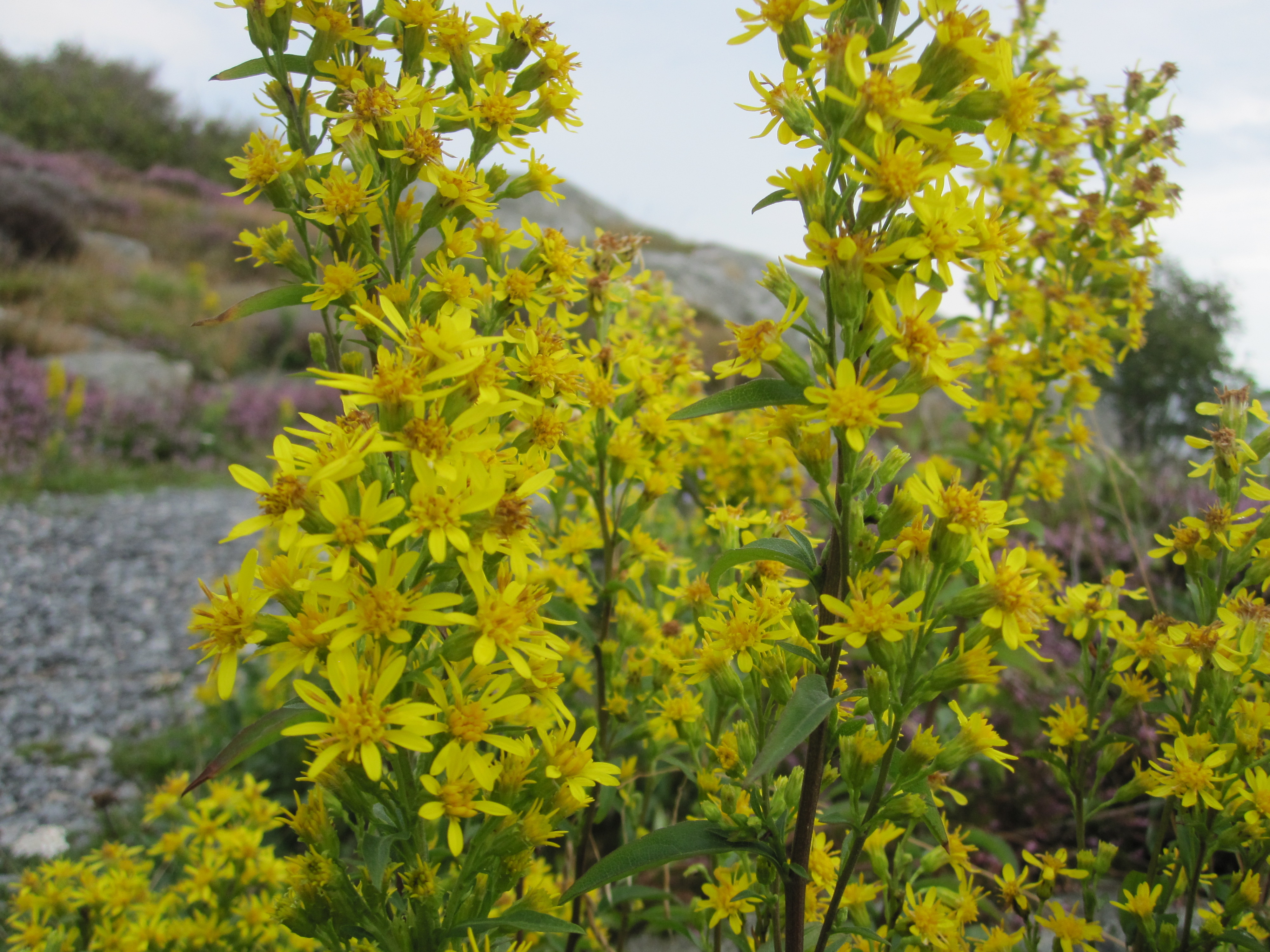
Pflanze im südlichen Naturschutzgebiet von Vrångö
Fußballplatz des Vrångö IF bei leichtem Regen
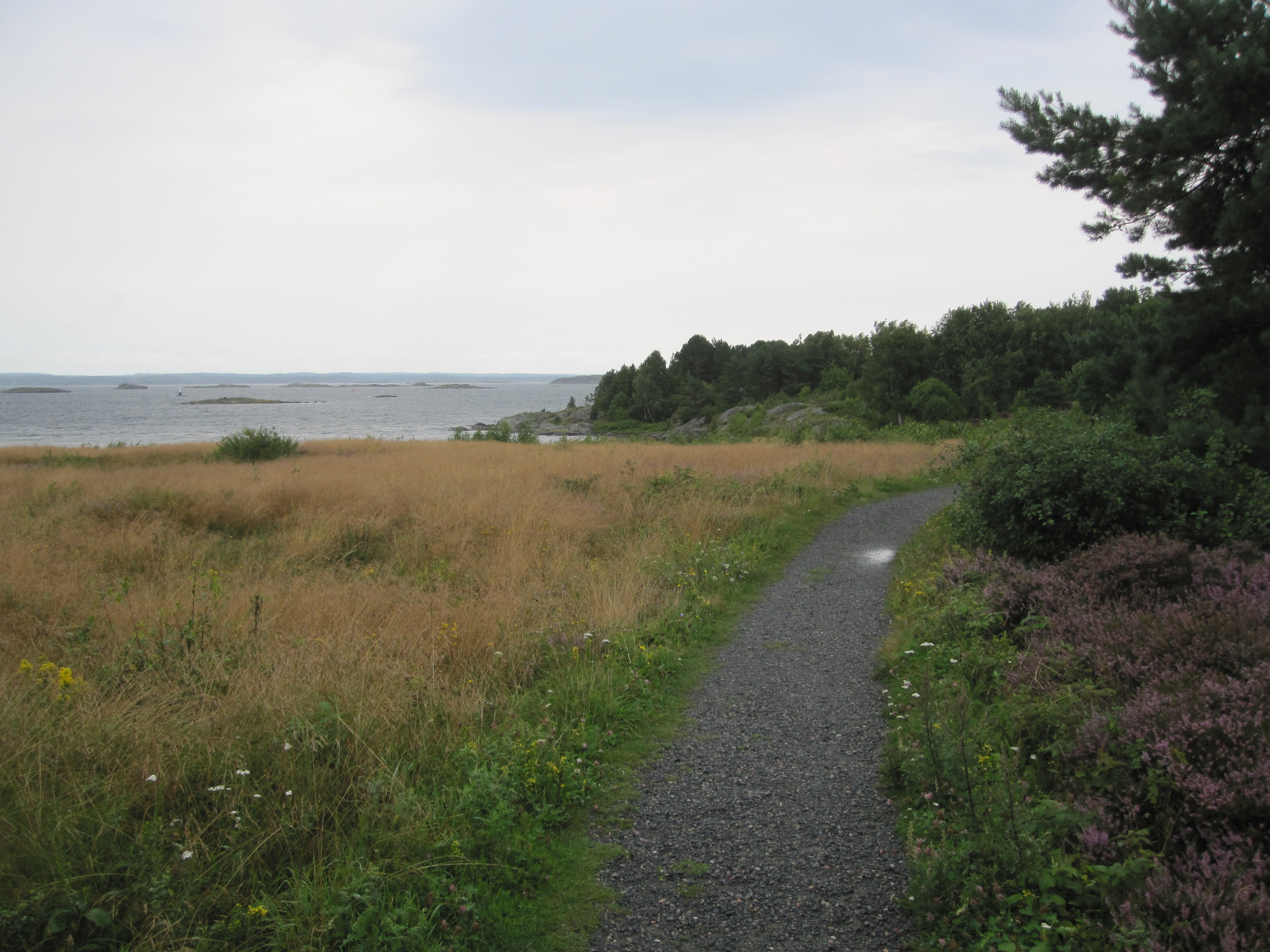
Rundwanderweg um die Insel (hier: NO) mit Blick auf den Schärengarten und das schwedische Festland